# Territorio de Utah
El Territorio de Utah fue un territorio organizado de los Estados Unidos que existió entre 1850 y 1896.
El territorio fue organizado por una ley orgánica del Congreso de los Estados Unidos en 1850, el mismo día en que el estado de California fue admitido en la Unión. La creación del territorio formaba parte del "Compromiso de 1850", que intentaba conservar el equilibrio de fuerzas entre estados esclavistas y estados libres. A excepción de una pequeña área alrededor de la cabecera del río Colorado en el actual estado homónimo que había sido adquirido a España por el Tratado Adams-Onís de 1819, los Estados Unidos habían adquirido de México toda la superficie del territorio con el Tratado de Guadalupe Hidalgo de 1848.
La creación del Territorio de Utah era parcialmente el resultado de la petición enviada por los pioneros mormones que se habían instalado en el valle del Gran Lago Salado a principios de 1847. Los mormones, bajo el mando de Brigham Young, habían presentado una solicitud al Congreso para la entrada en la Unión como el estado de Deseret, con Salt Lake City como su capital y con fronteras propuestas que cercaban toda la Gran Cuenca y la línea divisoria de aguas del río Colorado, incluso todos o parte de nueve estados estadounidenses actuales. Los pobladores mormones habían redactado una constitución estatal en 1849 y Deseret se había convertido de facto en gobierno de la Gran Cuenca a la hora de la creación del Territorio de Utah.
Después de la organización del territorio, Young fue nombrado como su primer gobernador el 9 de febrero de 1851. En la primera sesión de la legislatura territorial, en octubre de ese año, la legislatura adoptó todas las leyes y ordenanzas antes decretadas por la Asamblea General del Estado de Deseret.

Evolución del Territorio de Utah.

La forma de gobierno mormona en el territorio fue considerada como polémica por la mayor parte del resto de la nación, en parte alimentada por la representación de los periódicos sensacionalistas de la poligamia practicada por los pobladores, que asimismo habían sido parte de la causa de su huida a través del país a la cuenca del Gran Lago Salado, después de las primeras tentativas de establecerse más lejos al Este.
Aunque los mormones fueran la mayoría en la cuenca del Gran Lago Salado, el área occidental del territorio comenzó a atraer a muchos pobladores no mormones. En 1861, en parte a consecuencia de esto, el Territorio de Nevada fue creado en la parte occidental del territorio. En el mismo año, una gran parte del área del este del territorio fue reorganizada como parte del recién creado Territorio de Colorado. 
La llegada del ferrocarril, simultáneamente a California y el este en 1869 no fue considerada especialmente beneficiosa por los mormones que gobernaban el territorio. La ceremonia de terminación de las obras del ferrocarril (con la colocación de la llamada Golden Spike, o "Clavo de oro") en Promontory, Utah, para completar el primer ferrocarril transcontinental estadounidense fue boicoteada por los funcionarios del territorio, que pretendían protegerse de la invasión del mundo exterior a la cuenca del Gran Lago Salado.
Las controversias movidas por el dominio de la religión mormona del territorio son consideradas como la razón principal de la gran tardanza de 46 años entre la organización del territorio y su admisión a la Unión en 1896 como el estado de Utah, mucho después de la admisión de territorios creados después de este. En contraste, el Territorio de Nevada, aunque más escasamente poblado, fue admitido dentro de la Unión en 1864, sólo tres años después de su formación, en gran parte como una consecuencia del deseo de la Unión de consolidar su establecimiento en las minas de plata del territorio. Colorado fue admitido en 1876.